# Font de la Presa
La Font de la Presa és una font del terme municipal de Senterada, al Pallars Jussà, dins del territori del poble de Senterada.
Està situada a 725 m d'altitud, un quilòmetre al sud de Senterada, al sud-oest de la Presa de Senterada. És a prop de la carretera N-260, a ponent seu.